# Chiesa di San Mauro (San Mauro di Saline)
La chiesa di San Mauro è la parrocchiale di San Mauro di Saline, in provincia e diocesi di Verona; fa parte del vicariato della Valpantena-Lessinia Orientale.

## Storia
Sembra che la primitiva chiesa di San Mauro di Saline sia sorta nel Trecento, anche la prima citazione che ne attesta la presenza risale al 1460, anno in cui risultava già essere sede di una parrocchia.
Nel 1785 l'originaria chiesetta venne ingrandita, come ricordato da una lapide visibile all'esterno dell'abside recitante le parole "CON ELEMOSINE DELLE / COM. DI SALINE TAVERNOLE / E COLONNELLI DI CORNO PER / NIGO GARZON S. BORTOLA / MIO E PORCARA FU / FABBRICATO L’ANNO / MDCCLXXXV LI II AG / COMINCIATO".
La parrocchiale venne sostanzialmente ricostruita nel 1835; tra il 1860 e il 1869 l'interno fu decorato dal pittore Rocco Pitacco, che eseguì gli affreschi ritraenti la Santissima Trinità e i Quattro Evangelisti.
Altri affreschi vennero realizzati nella prima metà del XX secolo sulle pareti.

## Descrizione

### Esterno
La facciata, che è a capanna e che è rivolta ad occidente, presenta, sopra il portale maggiore, la lapide recante la scritta "D.O.M. IN HONOR D. MAURI EP. / INCOLAE DE SALINIS / TABERNULIS CORNU PERNICO / PORCARIA S. BARTHOLOMAEO / ET GARZONIO / AERE CONLATO CONCORDES / E FUNDAMENTIS FIERI CURAV. / AN. MDCCCXXXV" e una finestra semicircolare, e un alto zoccolo sopra il quale si elevano le quattro paraste che sorreggono il timpano.
Sul lato della chiesa che volge a settentrione, è presente il campanile intonacato a base quadrangolare; la cella presenta una monofora per lato e sopra la torre è presente la cuspide con costolonature, coronata da una croce di ferro.

### Interno
L'interno si compone di un'unica navata, sulla quale si affacciano quattro cappelle laterali, nelle quali sono collocati gli altari minori della Madonna, di San Giuseppe, di San Mauro e del Crocifisso e le cui pareti sono scandite da lesene d'ordine ionico sorreggenti la trabeazione modanata dotata di fregio, sopra cui si imposta la volta a botte.

Al termine dell'aula si sviluppa il presbiterio, sopraelevato di tre scalini e chiuso dalla parete a fondo piatto.